# Samal (Davao del Norte)
Island Garden City of Samal is een stad in de Filipijnse provincie Davao del Norte op het eiland Samal. Bij de laatste census in 2007 had de stad ruim 90 duizend inwoners.

## Geografie

### Topografie
De stad omvat naast het hoofdeiland Samal, dat verreweg het grootst is en het wat kleinere Talikud Island nog zes kleinere eilandjes: Big Liguid, Small Liguid, Arboles Shoal, ook wel Sanipaan, Small Malipano, Dela Paz, Big Malipano en wishing islet. De totale oppervlakte van deze eilanden bedraagt 301,3 km².

### Bestuurlijk indeling
Samal is onderverdeeld in de volgende 46 barangays:
| - Adecor - Anonang - Aumbay - Aundanao - Balet - Bandera - Caliclic - Camudmud - Catagman - Cawag - Cogon - Cogon - Dadatan - Del Monte - Guilon - Kanaan | - Kinawitnon - Libertad - Libuak - Licup - Limao - Linosutan - Mambago-A - Mambago-B - Miranda - Moncado - Pangubatan - Peñaplata - Poblacion - San Agustin - San Antonio | - San Isidro - San Isidro - San Jose - San Miguel - San Remigio - Santa Cruz - Santo Niño - Sion - Tagbaobo - Tagbay - Tagbitan-ag - Tagdaliao - Tagpopongan - Tambo - Toril |

## Demografie
Samal had bij de census van 2007 een inwoneraantal van 90.291 mensen. Dit zijn 7.682 mensen (9,3%) meer dan bij de vorige census van 2000. De gemiddelde jaarlijkse groei komt daarmee uit op 1,23%, hetgeen lager is dan het landelijk jaarlijks gemiddelde over deze periode (2,04%). Vergeleken met de census van 1995 is het aantal mensen met 13.296 (17,3%) toegenomen.
De bevolkingsdichtheid van Samal was ten tijde van de laatste census, met 90.291 inwoners op 301,3 km², 299,7 mensen per km².
Asuncion · Braulio E. Dujali · Carmen · Kapalong · New Corella · Panabo · Samal · San Isidro · Santo Tomas · Tagum · Talaingod